# Бардакчи, Мурат
Мурат Гекхан Бардакчи (тур. Murat Gökhan Bardakçı, род. 25 декабря 1955, Стамбул) — турецкий журналист, работающий над историей Османской империи и историей турецкой музыки. Он также является обозревателем газеты Habertürk.

## Биография
Бардакчи родился в 1955 году в Стамбуле. Экономист по образованию, он обучался турецкой классической музыке у некоторых из самых известных современных мастеров, сначала тамбуру и пению, а позже его основные интересы были направлены больше на теорию и историю музыки. Он опубликовал несколько исследований по истории музыки (в частности, биографии композиторов Абд аль-Кадира Мараги и Рефика Ферсана), а с началом журналистской карьеры в Hürriyet расширил сферу своих работ по османской и общей истории ислама, уделяя особое внимание XIX и началу XX вв. Две его книги о конце Османской династии, «Son Osmanlılar» («Последние османы») и «Шахбаба» (буквально «Император-отец»), биография Мехмеда VI Вахидеддина, стали бестселлерами в Турции, причём первая также была экранизирована в виде телесериала.
Он женился на Айшегюль Манав в 2009 году.
С 2008 года он вместе с историком Эрханом Афьонку и несколькими другими, в том числе турецким историком искусства Нурхан Атасой, ведёт историческую программу «Тарихин Арка Одасы» («Закулисная история») и её преемницу «Тарихин Изинде» («По следам истории») на Haberturk TV.
Он может говорить на арабском, французском, английском и персидском языках.

## Критика Википедии и дискуссии
Взгляд Бардакчи на историю и аргументы в его колонках и программах вызывают споры в турецких СМИ. Кроме того, он критически относится к точности Википедии. Приводя в пример свою собственную биографию в Википедии, ложно утверждающую, что у него четверо детей, и подчёркивая негативное влияние такого доступного источника на успеваемость студентов в форме плагиата, он заявил, что турецкая версия Википедии должна быть запрещена в Турции.
С другой стороны, хотя он и подчёркивает, что не является историком, его труды в основном содержат исторические документы и их интерпретации, и тем не менее его можно квалифицировать как близкого к английской школе историков в контексте исторического метода или историографии, но эта сторона его работ обычно не находит упоминаний в его книгах.